# 龍駒設治局
龍駒設治局，民國時設置於陝西省的設治局，今陝西省丹鳳縣的前身。以境内龙驹寨得名。1949年6月1日，中共政权升为丹凤县，隶豫陕鄂边区陕南行政主任公署商洛分区。

## 歷史沿革
民国三十七年（1948年）6月，由商县、雒南县、山阳县三县析置，局所驻龙驹寨（今陝西省丹凤县龙驹寨镇）。隶属陕西省第四行政督察区。
- 民國三十七年（1948年）8月6日，內政部方字第469號公函[2]。

案查前准陝西省政府公函以，該省龍駒寨一帶地方距縣窵遠，向爲盜匪出沒之區，該省政府爲安定地方，施政便利起見，擬請增設龍駒設治局，業經呈奉行政院37年6月28日（卅七）四內第120184號指令准予設置。除通行外，相應函請查照。

參見：羅甸服